# Hrvatska bunjevačko-šokačka stranka
Die Hrvatska bunjevačko-šokačka stranka (abgekürzt HBŠS, „Partei der kroatischen Bunjewatzen und Schoktzen“) wurde 2004 in Serbien gegründet, als Partei registriert und zugelassen. Es ist eine Partei der Bunjewatzen und Šokci, die sich als Kroaten betrachten.
Parteisitz ist in Subotica. Der Chef der Partei ist Blaško Temunović.
Die HBŠS spaltete sich von der DSHV ab. Sie ist die dritte Partei der Kroaten in Serbien neben DSHV und Hrvatski narodni savez.

Zu den Parlamentswahlen in Serbien im Mai 2008 trat die HBŠS nur lokal an. Bei den Präsidentschaftswahlen 2008 unterstützte sie Čedomir Jovanović von der Liberaldemokratischen Partei.